# ليو جارديم
ليو جارديم (بالبرتغالية: Leonardo César Jardim) هو لاعب كرة قدم برازيلي في مركز حراسة المرمى، ولد في 20 مارس 1995 في ريبيراو بريتو في البرازيل. لعب مع غريميو بورتو أليغرينزي.

## وصلات خارجية
- ليو جارديم على موقع إي إس بي إن إف سي (الإنجليزية)
- ليو جارديم على موقع قاعدة بيانات كرة القدم.إي يو (الإنجليزية)
- ليو جارديم على موقع ليكيب (الفرنسية)
- ليو جارديم على موقع Soccerway.com (الإنجليزية)
- ليو جارديم على موقع عالم كرة القدم.نت (الإنجليزية)
- ليو جارديم على موقع AS.com (الإسبانية)